# Darozziafe-minaretten

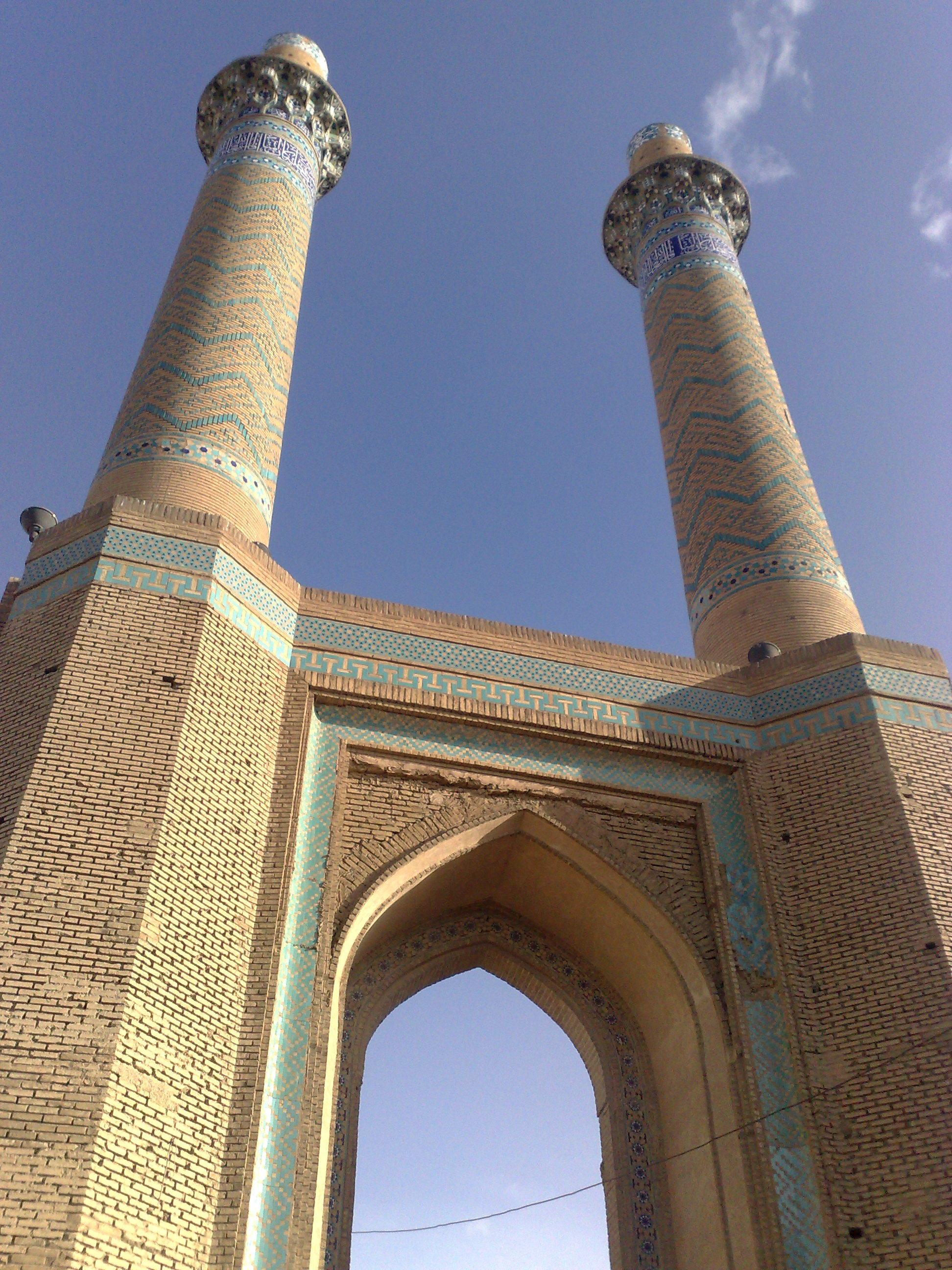
De Darosiafe-minaretten in Isfahan

Darozziafe-minaretten zijn twee historische minaretten in Isfahan (Iran). Ze staan in de oude wijk Joubareh en werden gebouwd op de twee zijden van een portaal. De minaretten dateren uit de 14e eeuw. Er is een inscriptie onder de bovenste muqarnas in wit op ultramarijne achtergrond te zien. Slechts drie Arabische woorden و من دخله zijn daarvan overgebleven, wat betekent, en iemand die binnenkomt.